# Nunatak Galcano
Nunatak Galcano är en nunatak i Antarktis. Den ligger i Västantarktis. Argentina, Chile och Storbritannien gör anspråk på området.
Terrängen runt Nunatak Galcano är huvudsakligen kuperad, men åt nordväst är den platt. Havet är nära Nunatak Galcano åt sydost. Trakten är obefolkad. Det finns inga samhällen i närheten.